# عيسى الكواري
عيسى الكواري، لاعب كرة قدم قطري لعب سابقاً في نادي السد .

## روابط خارجية
- عيسى الكواري على موقع الاتحاد الدولي (مؤرشف)  (الإنجليزية)
- عيسى الكواري على موقع قاعدة بيانات كرة القدم.إي يو (الإنجليزية)